# Restaurant Empire II
Restaurant Empire 2 è il seguito del primo Restaurant Empire, pubblicato nel 2009 per Windows e macOS.
Nel gioco è possibile giocare anche con la prima campagna per apprenderne le basi, ma le espansioni sono state inserite solo nella seconda campagna e nella modalità gioco libero.

## Funzionalità aggiuntive
1. Una campagna con 16 scenari
2. La possibilità di aprire ristoranti tedeschi, caffetterie e case del dessert con 130 nuove ricette
3. Nuova località (Monaco di Baviera, Germania)
4. Più di 700 nuovi oggetti d'arredo
5. Possibilità di scegliere temi forestali ed acquatici